# Paysage avec le repos pendant la fuite en Égypte (Rembrandt)
Pour les articles homonymes, voir Paysage avec le repos pendant la fuite en Égypte.
Paysage avec le repos pendant la fuite en Égypte, aussi connu sous le nom de Paysage nocturne avec la Sainte Famille, est une peinture à l'huile sur bois du peintre néerlandais Rembrandt, datant de 1647 et conservée à la National Gallery of Ireland (Dublin).

## Description
La peinture représente un épisode du Nouveau Testament, la Fuite en Égypte. La scène se déroule de nuit. Marie, Joseph et l'Enfant Jésus sont assis près d'un feu de camp, sous un arbre. Des bergers avec leurs animaux (bœufs et moutons) sont aussi présents près du feu. Les différents personnages se reflètent dans un lac au premier plan.
Le feu est la principale source de lumière du tableau. Il illumine les personnages et l'arbre sous lequel ils se tiennent, en laissant le reste de la scène dans la quasi obscurité. Au second plan, un autre personnage s'approche en tenant à la main une lanterne. La lumière de la Lune éclaire un ciel nuageux, sur lequel se découpe la silhouette d'un bâtiment avec un dôme et des fenêtres illuminées (qui pourrait être le Temple de Jérusalem).
Le support est un panneau en bois d'acajou (Swietenia). Le tableau est signé « Rembrandt. f. 1647. » en bas à gauche.

## Analyse

### Thème de l'œuvre
Cette œuvre est la seule, parmi les sept ou huit paysages peints par Rembrandt, à représenter une scène nocturne.
Le tableau a longtemps été considéré par les critiques comme un simple paysage (H. Walpole en 1762) ou comme un camp de gitans (G. F. Waagen en 1854). En 1811 le peintre J. M. W. Turner l'identifie comme une représentation de la Fuite en Égypte, mais cette interprétation ne s'est répandu qu'avec la publication du catalogue du critique d'art allemand Wilhelm von Bode en 1883,. En effet, la scène ne comprend pas certains éléments iconographiques traditionnellement associés à la Fuite en Égypte (comme l'âne par exemple) ; l'historien de l'art Jan Kelch a même suggéré que le thème pourrait être plutôt l'Adoration des bergers.
La position excentrée et réduite de la Sainte Famille et la présence de bergers à ses côtés souligne son humilité.

### Techniques employées

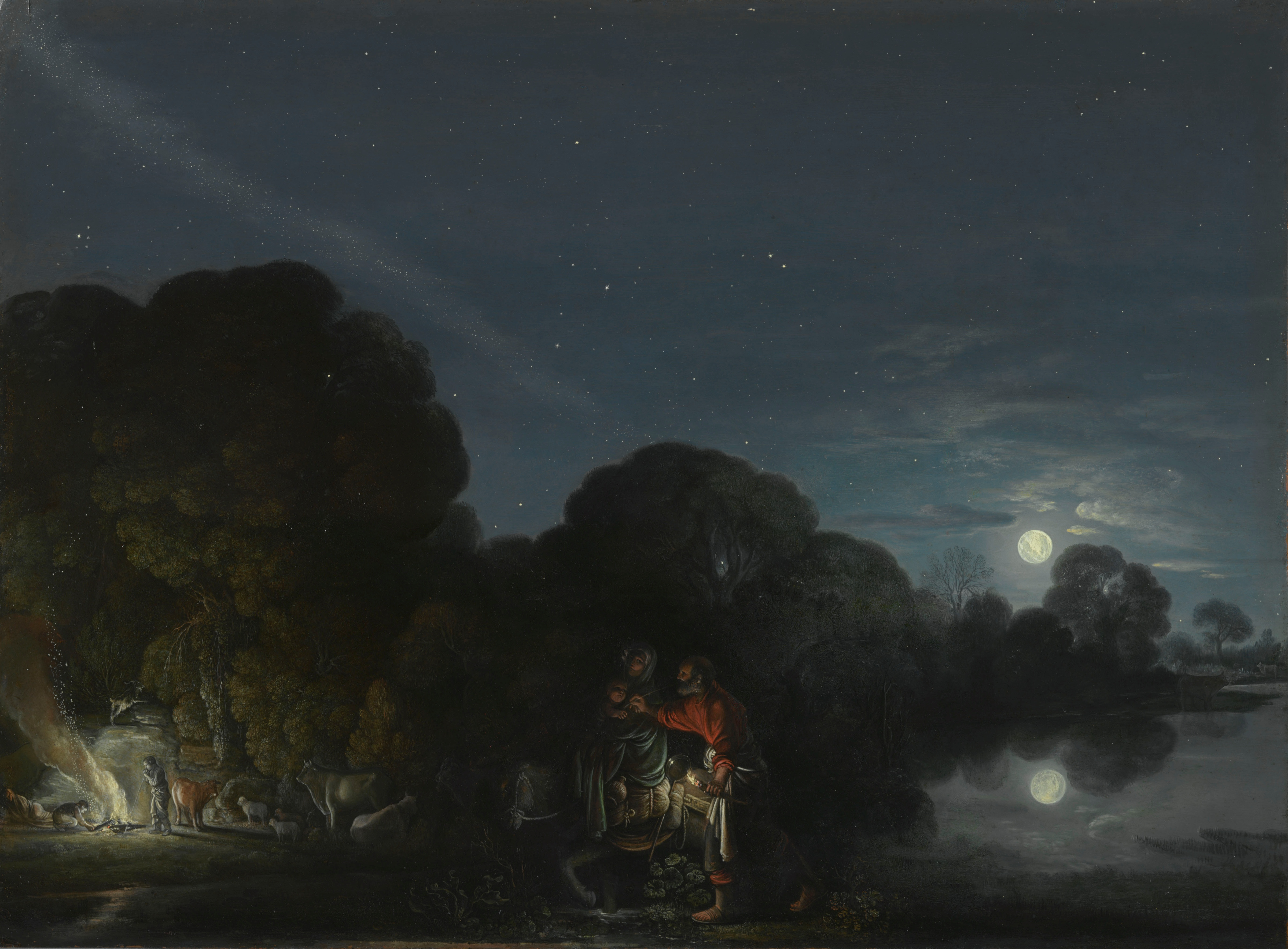
Adam Elsheimer, La Fuite en Égypte, 1609, Alte Pinakothek (Munich).

Rembrandt s'est inspiré pour cette peinture d'un tableau du peintre allemand Adam Elsheimer, La Fuite en Égypte (1609, Alte Pinakothek, Munich),. Rembrandt reprend le thème général du tableau, tout en essayant de surpasser son prédécesseur.
A l'opposé du tableau d'Elsheimer et de la tradition picturale de son temps, Rembrandt place la Sainte Famille comme simple staffage, en faisant de ses personnages des détails au sein d'un paysage qui constitue le thème central de l'œuvre. Le tableau de Rembrandt, comme celui d'Elsheimer, comporte plusieurs sources lumineuses (feu, Lune…) mais Rembrandt fait preuve d'une grande virtuosité dans le traitement des interactions complexes entre ces sources.
Rembrandt fait notamment appel à une palette de couleurs variée pour représenter les jeux de lumières. Le groupe de personnages et d'animaux éclairés par le feu de camp prend des teintes chaudes, de couleur rouge, verte, violette et jaune ; tandis que le ciel éclairé par la Lune en arrière-plan est peint avec des tons plus atténués et plus froids.
La lanterne au second plan constitue un point chaud dans un paysage baignant dans une lumière lunaire plus froide. Rembrandt réussit également à rendre réaliste le reflet des personnages dans le lac en peignant les reflets avec des tons légèrement plus sombres que les originaux. Il devance ainsi la théorie formalisée un demi-siècle plus tard par Gérard de Lairesse dans son Grand Livre des peintres (1707).
Rembrandt crée un contraste entre la lumière intense du feu au premier plan, celle moins forte de la lanterne au second plan, et celle plus diffuse de la Lune en arrière-plan. Comme les sources lumineuses plus fortes ont tendance à ressortir davantage, cela permet de créer une impression de perspective dans le paysage,.

## Provenance
L'œuvre est notée comme faisant partie de la collection du banquier anglais Henry Hoare II au domaine de Sourhead en 1752. Elle passe ensuite à ses descendants, qui la vendent à la National Gallery of Ireland en 1883,.